# Belvedere auf dem Pfingstberg

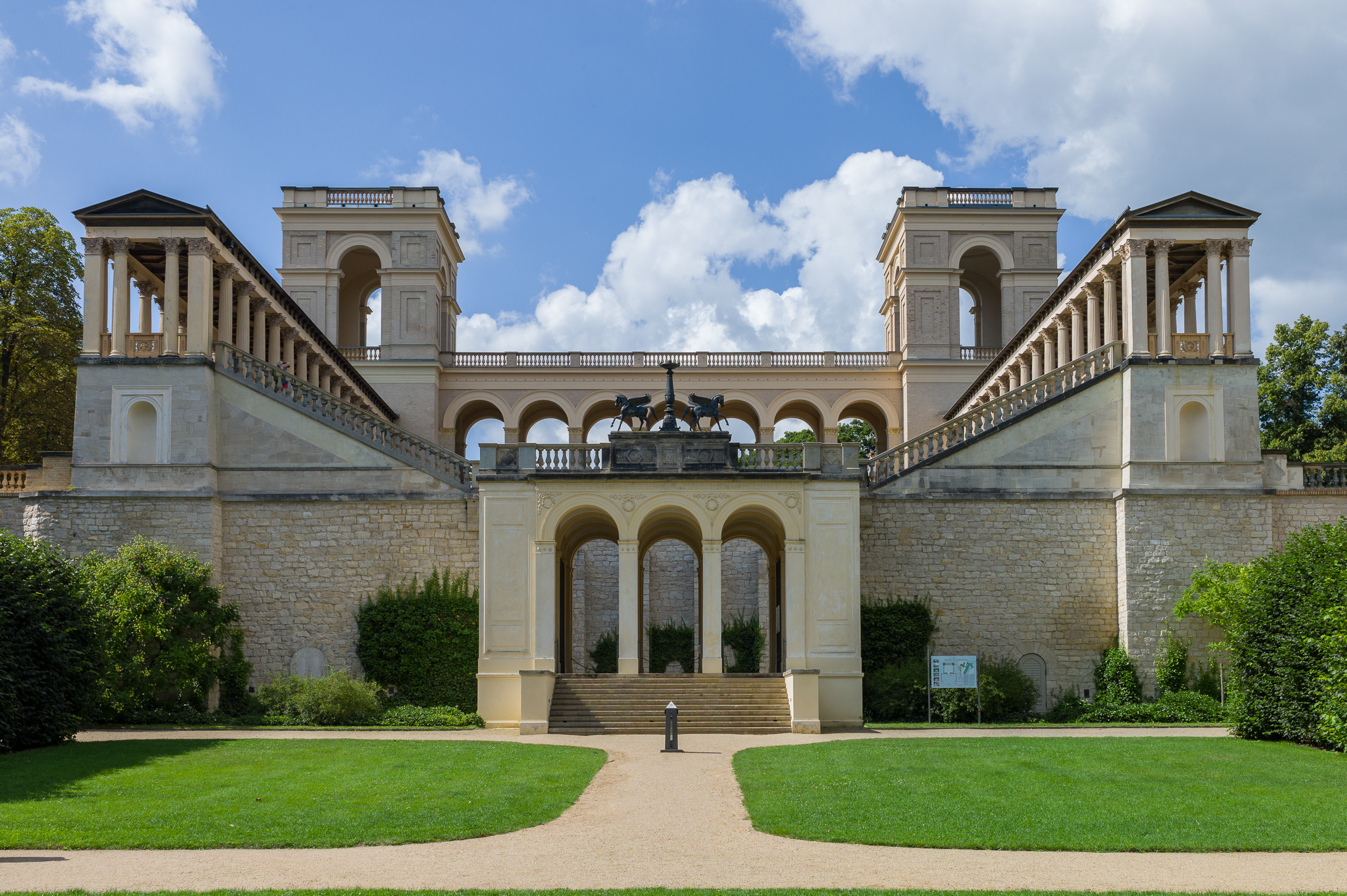
Das Belvedere auf dem Pfingstberg in Potsdam

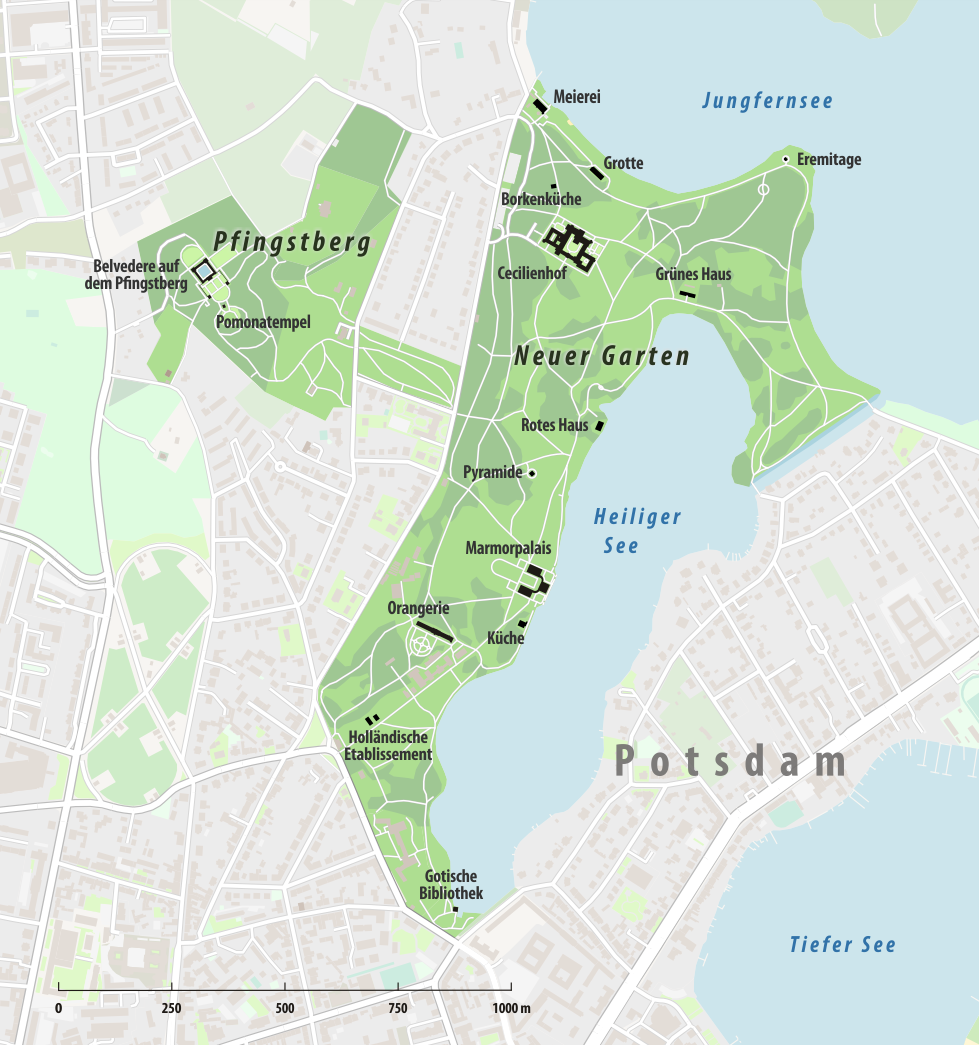
Das Belvedere auf dem Pfingstberg liegt westlich des Neuen Gartens.

Das Belvedere auf dem Pfingstberg ist ein zum Ensemble Potsdamer Schlösser und Gärten gehörendes Schloss nördlich des Neuen Gartens. Das Schloss befindet sich auf dem Pfingstberg, der mit 76 m höchsten Erhebung im westlich der Havel gelegenen Teil Potsdams. Es wurde wegen der schönen Aussicht unter Friedrich Wilhelm IV. errichtet und ist nur ein Teil eines ursprünglich wesentlich umfangreicheren Bauvorhabens. Die Doppelturmanlage nach Vorbildern der italienischen Renaissance erlebte zwei Bauphasen, deren erste von 1847 bis 1852 war und deren zweite nach längerer Unterbrechung von 1860 bis 1863 folgte. Nach Entwurfszeichnungen des Königs erhielten die Architekten Ludwig Persius, Friedrich August Stüler und Ludwig Ferdinand Hesse den Auftrag zur Bauausführung. Die Planung der Außenanlagen übernahm der Gartenarchitekt Peter Joseph Lenné. Das Belvedere auf dem Pfingstberg wird als einziges Denkmal des Welterbeensembles von einem privaten Verein betrieben, der zu DDR-Zeiten gegründet wurde, um das verfallende Gebäude zu erhalten.

## Baugeschichte

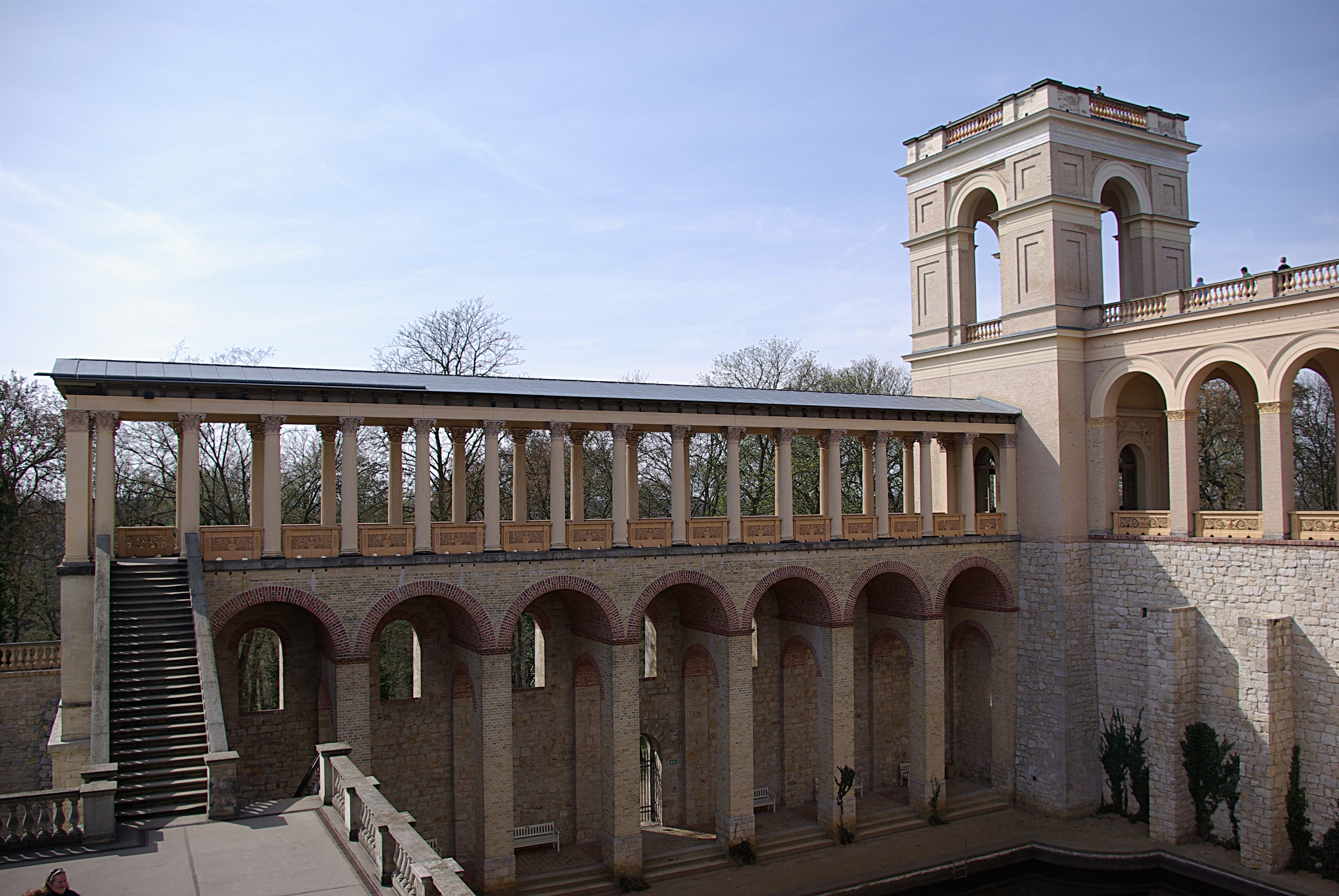
Westseitiger Turm und Kolonnade

Bereits Jahrzehnte zuvor erwog Friedrich Wilhelm II. 1793 den Bau eines Belvederes auf dieser Anhöhe, die zu seiner Zeit noch Judenberg hieß. Die königlichen Bauabsichten ließen die Grundstückspreise jedoch derart in die Höhe schnellen, dass das Vorhaben nicht realisiert wurde. Die Entwurfszeichnungen eines Gothischen Thurmes nebst anhängendem Gothischen Saale des Baumeisters Michael Philipp Daniel Boumann d. J. kamen nicht zur Ausführung.

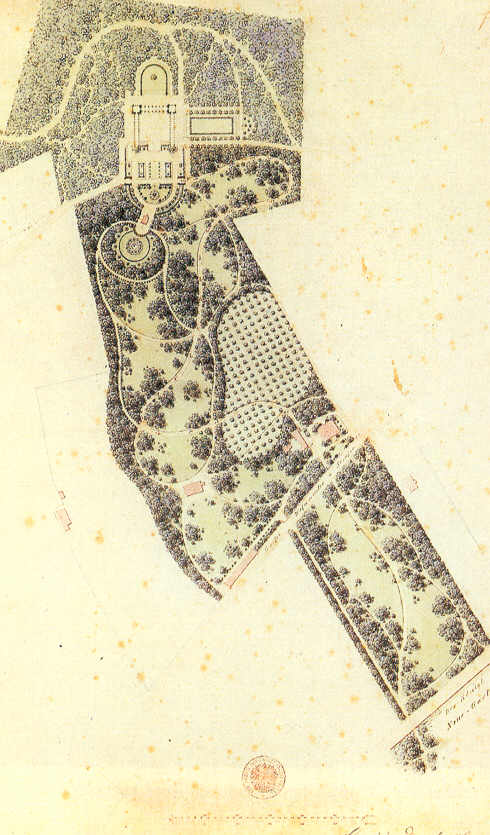
Gärtnerische Gestaltung des Pfingstbergs unterhalb des Belvederes. Nach Entwürfen von Peter Joseph Lenné, gezeichnet 1862 von Gustav Meyer

Der Wunsch nach einem Belvedere an dieser Stelle lebte bei dem „Romantiker auf dem Thron“, Friedrich Wilhelm IV., wieder auf. Das Gelände gehörte inzwischen durch Ankauf seit 1817 dem königlichen Haus. In diesem Jahr fand auch die Umbenennung des Judenberges in Pfingstberg statt.
Der künstlerisch begabte Friedrich Wilhelm IV. fertigte eigene Skizzen an, die er aber immer wieder änderte. Als Vorbild dienten italienische Villen aus der Zeit der Renaissance. Den endgültigen Zuspruch erhielt das um 1585 erbaute Casino des Palazzo Farnese in Caprarola nördlich von Rom, welches der König als 33-Jähriger bei seiner ersten Italienreise besucht hatte. Der König kopierte den Komplex fast vollständig und ergänzte ihn im Hintergrund durch eine mächtige Doppelturmanlage. Sie allein kam schließlich zur Ausführung. Seine Architekten Persius, Stüler und Hesse waren für die Erstellung der Baupläne und die Bauausführung zuständig.
Die erste Bauphase erstreckte sich über die Jahre 1847 bis 1852. Die bis dahin ausgeführte Anlage hat einen fast quadratischen Grundriss. Die Doppelturmfront der 25 Meter hohen Türme, die gegenüberliegende Freitreppe und die seitlich liegenden Kolonnaden umschließen einen großen Innenhof mit Wasserbecken. Das Wasserreservoir wird bis in die heutige Zeit vom Pumpenhaus der Meierei im Neuen Garten gespeist und dient als Hochbehälter für die Wasserspiele des unterhalb gelegenen Neuen Gartens.
Vom Innenhof führen doppelläufige Freitreppen auf die Dachterrasse über dem Torbau und weiter zur westlichen und östlichen Kolonnade, die den Zugang zu den beiden Türmen bilden, in denen jeweils ein aufwendig ausgestatteter Raum geschaffen wurde: Das Maurische Kabinett im Ostturm (von Carl von Diebitsch) mit seinen bunten, glasierten und zum Teil vergoldeten Fliesen an den Wänden und das Römische Kabinett im Westturm mit Genien, Schwänen, geflügelten Löwen, Portiken und Figuren auf rotem Untergrund. Die Kabinette sind durch einen Arkadengang miteinander verbunden. Im Westturm führt vom Römischen Kabinett eine gusseiserne Wendeltreppe zur Ebene über dem Arkadengang und weiter auf die Aussichtsplattform auf dem Dach. Im Ostturm befindet sich ebenfalls eine Wendeltreppe, die von der Ebene oberhalb des Maurischen Kabinetts zur Aussichtsplattform führt und über die begehbare Abdeckung des Arkadengangs erreichbar ist.
Aus finanziellen Gründen wurde der Weiterbau 1852 zu Gunsten des 1851 begonnenen Orangerieschlosses gestoppt. Das Pfingstbergprojekt sollte nach Fertigstellung der Orangerie wieder aufgenommen werden. Mehrere Schlaganfälle, die daraus folgende Übergabe der Regentschaft an seinen Bruder Wilhelm I. 1858 und schließlich der Tod Friedrich Wilhelms IV. im Jahr 1861 waren die Gründe, dass weite Bereiche im Planungsstadium blieben und auch in der Zukunft nicht vollendet wurden. Der nun regierende Wilhelm I. ließ das bereits ausgeführte Gebäude von Friedrich August Stüler mit einer Eingangshalle und den beiden Flügelmauern zum Abschluss bringen. 1863 waren die Arbeiten an dem Fragment beendet.

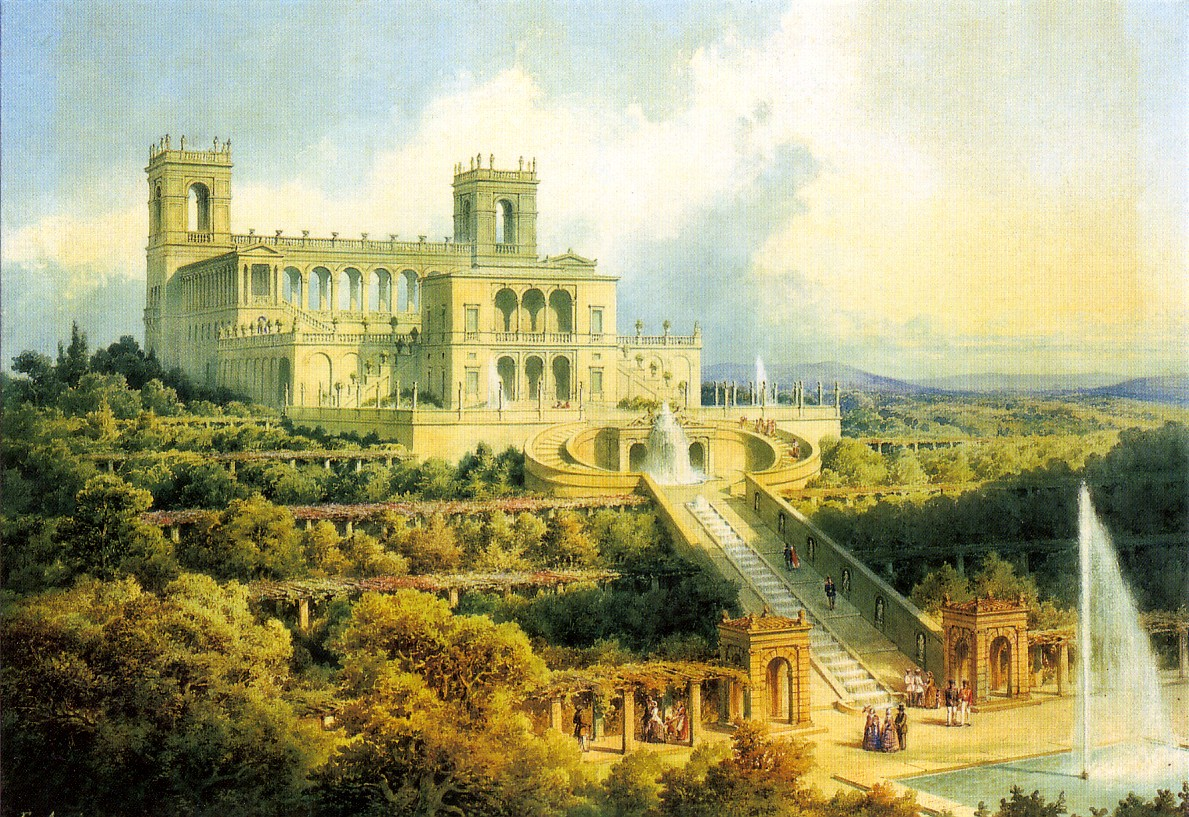
Das vollständige Projekt. Aquarell von 1856.

Nicht zur Ausführung kamen unter anderem der Bau des zweigeschossigen Kasinos im direkten Anschluss an den heutigen Eingangsbereich, eine von der Kasinoterrasse herabführende doppelläufige Treppe in Hufeisenform, in deren Mitte eine Fontäne sprudeln sollte, sowie ein von dort abwärtslaufender breiter Fußweg. Dieser sollte durch eine Wassertreppe geteilt und am unteren Ende von zwei Pavillons flankiert werden. Diesen Stand der Planung gibt ein Aquarell des Architekten Ferdinand von Arnim von 1856 wieder.
Wäre das Projekt in dieser Größe zur Ausführung gekommen, hätte der unterhalb des Belvederes stehende Pomonatempel, der erste, im Jahr 1800 errichtete Schinkelbau, abgetragen werden müssen. Dieser kaschiert geschickt die nicht fertiggestellten Planungen im Kontext der Lennéschen Gartenanlage.
Auch Peter Joseph Lenné musste sich den neuen Gegebenheiten anpassen und Änderungen in seiner ursprünglichen Gartenplanung vornehmen. Zwei Bauwerke, das Belvedere und der Pomonatempel, sollten nun gartenarchitektonisch verbunden werden, aber optisch nicht im Zusammenhang stehen. Die Außenanlage um das in wesentlich kleinerer Form errichtete Aussichtsschloss wurde durch einen halbkreisförmigen Laubengang zum Abschluss gebracht. Dahinter öffnet sich talabwärts das Gelände um den Pomonatempel. Die große runde Rasenfläche war ehemals aufwändig mit Blumen gestaltet.

## Das Belvedere nach 1945
Die bereits nach der Fertigstellung erkennbaren Feuchtigkeitsschäden bedurften ständiger baulicher Pflege, die schon in den Tagen des Zweiten Weltkriegs nicht mehr durchgeführt wurde. Der endgültige Verfall des Gebäudes begann mit dem Einzug sowjetischer Militärangehöriger in das Villenviertel zwischen Pfingstberg und Neuem Garten in den 1950er Jahren. Mit dem Mauerbau 1961 wurde das Belvedere zur Aussicht gesperrt, da von dort der Blick auf die Grenzanlagen und in Richtung West-Berlin möglich war.

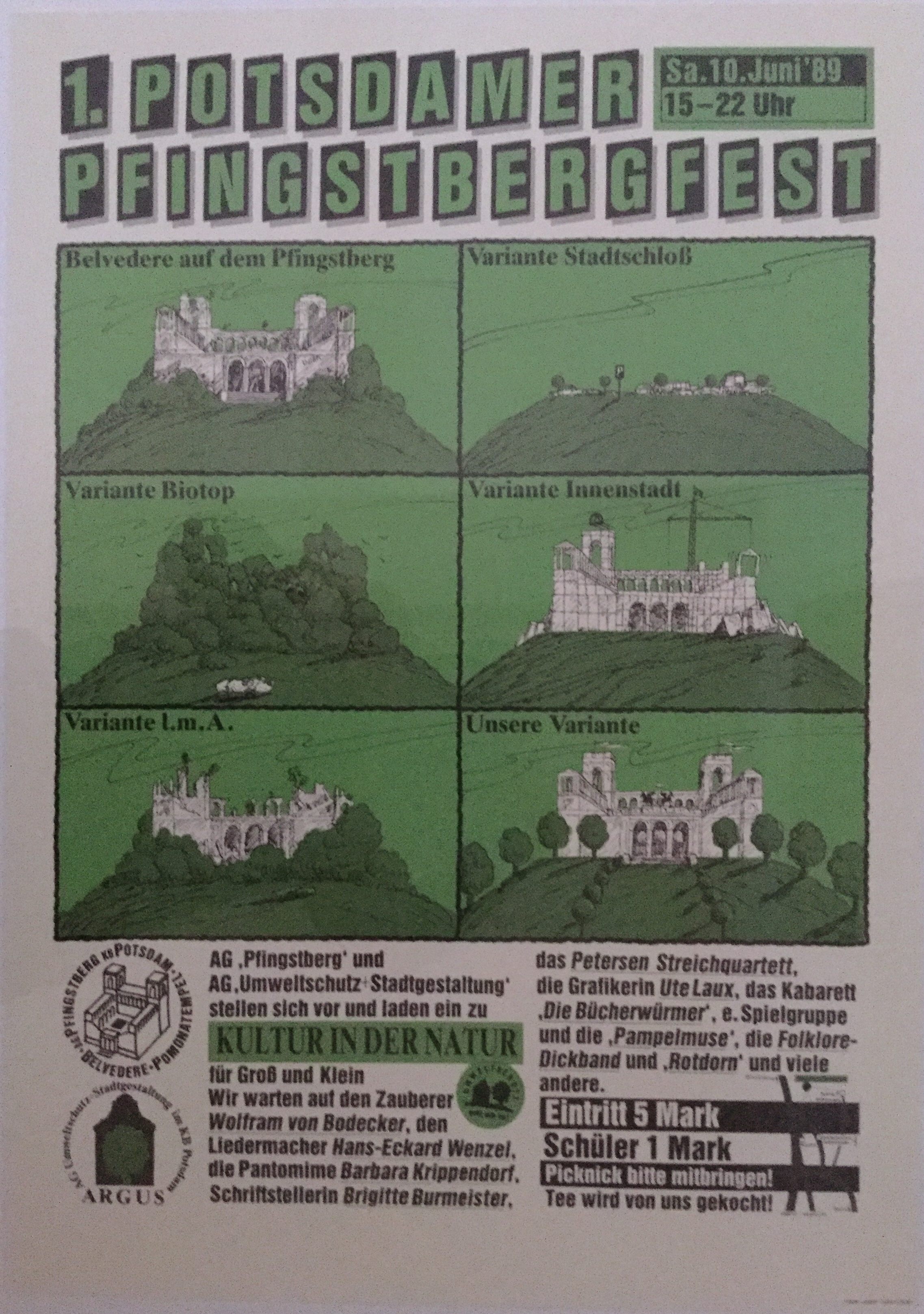
Plakat zum 1. Pfingstbergfest, 10. Juni 1989

1987 schloss sich eine Gruppe junger Potsdamer zusammen, die es sich zur Aufgabe machte, das ruinöse und zugewachsene Bauwerk aus seinem „Dornröschenschlaf“ zu befreien und die umgebende Landschaft auf dem Pfingstberg wiederherzustellen. Unter dem Dach des Kulturbundes der DDR gründeten sie 1988 die „Arbeitsgemeinschaft Pfingstberg“. Ein Meilenstein war das "Pfingstbergfest" am 10. Juni 1989, bei dem zahlreiche Künstler auftraten und tausende Potsdamer das Gebäude erstmals besuchten. 1990 wurde die Arbeitsgemeinschaft in „Förderverein Pfingstberg e. V.“ umbenannt. Der Verein betreibt das Denkmal bis heute.
Durch Zuweisung von Fördermitteln und großzügiger Spenden von privaten Sponsoren und Stiftungen, insbesondere durch Millionenspenden der Hermann Reemtsma Stiftung und des Versandhausbesitzers Werner Otto, konnte das Belvedere restauriert werden. Das Pfingstbergensemble steht unter der Verwaltung der Stiftung Preußische Schlösser und Gärten Berlin-Brandenburg und wurde 1999 in die Liste des UNESCO-Weltkulturerbes aufgenommen. Im Erdgeschoss unter dem nördlichen Arkadengang befindet sich eine Dauerausstellung zur Geschichte des Belvederes.